# Charity: Water
Charity: Water («Благотворительность: Вода», англ. стилизация: «charity: water») — неправительственная благотворительная организация, основанная в 2006 году Скоттом Харрисоном. Цель организации — обеспечить чистой питьевой водой людей в развивающихся странах. С её помощью уже реализовано 19 819 проектов в 24 странах, более 6,1 млн людей были обеспечены питьевой водой. Всего на 11 января 2016 года объем пожертвований составил более 200 млн долларов.
В организации работают 70 сотрудников, 10 интернов и более 800 волонтёров. Все затраты на администрирование организации берут на себя частные доноры и спонсоры. 100 % всех частных пожертвований идут напрямую на реализацию проектов по обеспечению чистой питьевой водой нуждающихся. Каждый участник получает GPS координаты и фотографии скважины, на постройку которой были потрачены его пожертвования. Charity: Water поддерживают многие знаменитости, такие как Depeche Mode, Уилл и Джада Пинкетт-Смит, Алисса Милано, Адам Ламберт и Феликс Чельберг.

## История

### Основание
Основателем Charity: Water является Скотт Харрисон. Он 10 лет проработал промоутером клубных вечеринок в Нью-Йорке, пока не осознал, что его жизнь лишена смысла. В 2004 году он записался волонтёром на корабль Mercy Ships, оказывающий бесплатную медицинскую помощь в странах Африки. На этом корабле он 2 года поработал фотографом, документирующим деятельность врачей. Страдания тяжелобольных людей перевернуло его сознание, и он решил во что бы то ни стало помочь этим людям. Врачи, работающие на этом корабле, рассказали ему, что 80 % всех заболеваний вызваны употреблением некачественной воды и плохими санитарными условиями. Скотт решил создать организацию, которая будет бурить скважины для добычи питьевой воды из подземных источников, тем самым обеспечивая местное население чистой безопасной питьевой водой.

### Рэйчел Бэквис
Рэйчел Бэквис (2002—2011) — девочка из Сиэтла, США, которая участвовала в организации. Она пыталась собрать 300 долларов, чтобы помочь примерно 15 африканцам. Однако спустя полтора месяца после открытия благотворительной страницы она попала в аварию, и знакомые семьи стали жертвовать деньги для поддержания жизнеобеспечения Рэйчел. После отключения жизнеобеспечения все собранные деньги были отданы организации. Поступок Рэйчел вызвал большой резонанс среди американской общественности. В октябре 2011 года, когда акция по сбору средств была окончена, выяснилось, что 31 997 человек со всего мира пожертвовали 1 265 823 доллара. Этих денег достаточно, чтобы решить проблему чистой воды для более чем 60 тысяч нуждающихся.